# Giuseppe Spagnulo

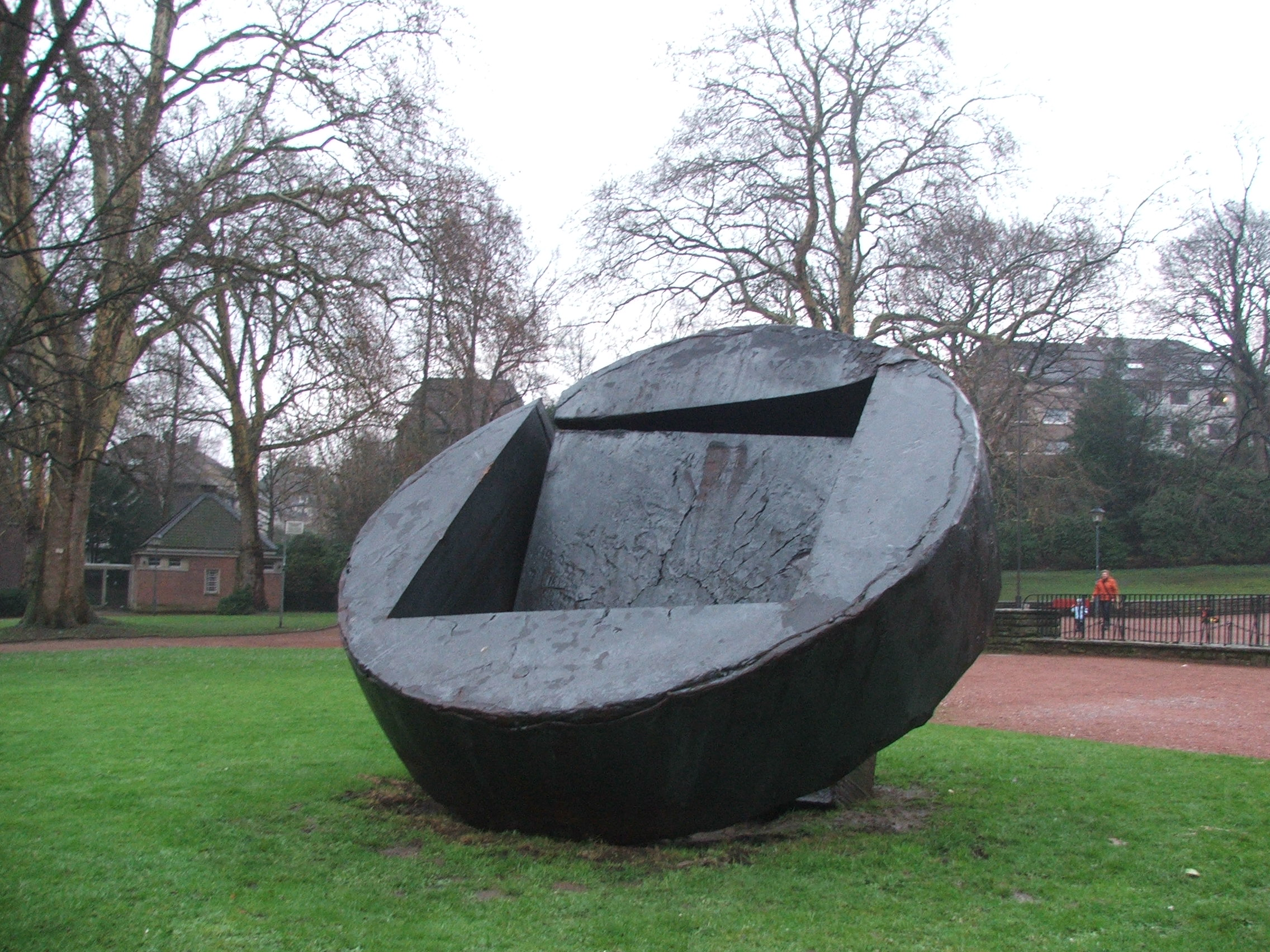
Grande Ruota Ferro Spezzato, Stadtpark Bochum

Giuseppe Spagnulo (Grottaglie, 28 december 1936 – Milaan, 15 juni 2016) was een Italiaans beeldhouwer.

## Leven en werk
Spagnulo werkte aanvankelijk in het pottenbakkersatelier van zijn vader in Grottaglie (het centrum voor keramiek) en volgde een opleiding aan de lokale Scuola Statale d'Arte. Van 1952 tot 1958 studeerde hij bij Angelo Biancini aan het Istituto Statale Ceramica in Faenza. In 1959 ging hij naar Milaan, waar hij studeerde aan de Accademia di belle Arti di Brera en assisteerde in de ateliers van Lucio Fontana en Arnaldo Pomodoro. Hij maakte er kennis met Piero Manzoni. Hij werkte aanvankelijk met de materialen keramiek en gres, maar begon in 1968 met het creëren van metaalsculpturen.
In 1972 vertegenwoordigde hij Italië bij de Biënnale van Venetië en in 1974 won hij de Premio Scultura Seregno-Brianza. Spagnulo werd in 1977 uitgenodigd voor deelname aan documenta 6 in de Duitse stad Kassel.
Eveneens in 1977 maakte hij, op uitnodiging van het Newport Harbor Art Museum, een rondreis door Californië. In 1980 verbleef hij met een DAAD-studiebeurs (Deutscher Akademischer Austauschdienst) in Berlijn.
De kunstenaar leefde en werkte in Milaan. Hij exposeerde regelmatig in de Duitse stad Bochum. Hij overleed op 79-jarige leeftijd in zijn woonplaats Milaan.

## Werken (selectie)
- 1974: Ferro Spezzato-Diagonale, Schlosspark Haus Weitmar in Bochum
- 1974: Ferro Spezzato - Grande Curva[2], beeldenpark van de Kunsthalle Bielefeld in Bielefeld
- 1974: Grande Diagonale, Forumsplatz der Ruhr-Universität in Bochum
- ----: Ferro Spezzato[3], Bologna
- 1974: Senza titolo, Gibellina (Sicilië)
- 1979: Allegorie auf dem Trojanischen Krieg, Bergbaumuseum in Bochum
- 1987/88: Daphne, Beeldenpark Villa Celle bij Pistoia
- 2000: Grande Ruota Ferro Spezzato, Stadtpark in Bochum
- 2005: Columns, Peggy Guggenheim Collection in Venetië
- 2006: Blocco-Cubo, Schlosspark Haus Weitmar in Bochum
- 2008: Monumento commemorativo per le vittime dell'attentato di 22 novembre 2003, Parco Schuster in Rome-Ostiense